# Mělnické Vtelno
Mělnické Vtelno település Csehországban, a Mělníki járásban. Mělnické Vtelno Hostín, Řepín, Kropáčova Vrutice, Velké Všelisy, Chorušice és Byšice településekkel határos. Lakosainak száma 1013 fő (2024. január 1.).

## Népesség
A település lakosságának változását az alábbi diagram mutatja:
| Lakosok száma | 1370 | 1742 | 1736 | 1216 | 891  | 837  | 972  | 993  | 993  | 1013 |
|               | 1869 | 1890 | 1921 | 1950 | 1980 | 2001 | 2017 | 2019 | 2022 | 2024 |